# Lavertezzo
Lavertezzo es una comuna suiza del cantón del Tesino, situada en el distrito de Locarno, círculo de Verzasca. Limita al norte con las comunas de Cugnasco-Gerra, Frasco y Personico, al este con Iragna, Lodrino y Preonzo, al sur con Vogorno y Corippo, al suroeste con Avegno-Gordevio y al oeste con Brione (Verzasca).
La comuna tiene un pequeño enclave gracias al cual también limita con las comunas de Gordola y Locarno. Forman parte del territorio comunal las localidades de Aquino, Cygnera, Montedato, Rancone, Riazzino, Sambuco y Sambugaro.

## Transportes
Ferrocarril
En la localidad de Riazzino existe un apeadero en el que efectúan parada trenes de cercanías de TiLo.